# Maya (canção de Xuxa)
Maya é uma canção gravada pela cantora e apresentadora de televisão Xuxa. Lançada oficialmente em 30 de outubro de 2020 e gravada pela Som Livre, foi criada especialmente para a obra Maya: Bebê Arco-Íris, livro infantil escrito pela apresentadora e lançado pela Globo Livros. A música já pôde ser conferida oficialmente antes mesmo da data de lançamento do livro, através das plataformas digitais de streaming musical, porém, o leitor também poderá ouvir em seu smartphone ou tablet a música através de um redirecionamento por QRcode presente no livro.

A letra fala de uma criança que vem trazendo música, alegria, cor e magia com seu sorriso, através de alegorias e brincadeiras como "flor de samambaia" (que na realidade não existe)  e "filha de mamãe-papaya".